# Anatoli Ufímtsev
Anatoli Gueórguievich Ufímtsev (del ruso: Анатолий Георгиевич Уфимцев) (1880- 1936) fue un ingeniero ruso de la etapa soviética, pionero de la aeronáutica y de los sistemas de generadores eólicos.

## Semblanza
Ufímtsev nació en Kursk, donde permaneció toda su vida (excepto durante su detención y destierro). Se educó en la Escuela Real de Kursk, pero abandonó los estudios tras el cuarto curso. Tras trabajar en una fábrica, abrió un taller de reparación de máquinas de coser, bicicletas, gramófonos y toda clase de máquinas antes de la Revolución de Octubre, vendiendo motores de aceite inventados por él mismo para accionar aventadoras.
En marzo de 1898, Ufímtsev y otros tres compañeros intentaron destruir el icono del milagro de la catedral de Kursk por razones ideológicas anticlericales. Utilizaron una bomba de fabricación casera, y la explosión no causó víctimas humanas (como se pretendía). El daño material resultó muy grande, aunque no logró su objetivo. Tres años más tarde se descubrió accidentalmente la implicación de Ufímtsev en el atentado, y fue condenado a cinco años de exilio en Astaná. También circuló una versión en la que se decía que el icono fue completamente destruido por la explosión, y el icono exhibido es una copia del original.

## Invenciones
|  |
|  |
|  |

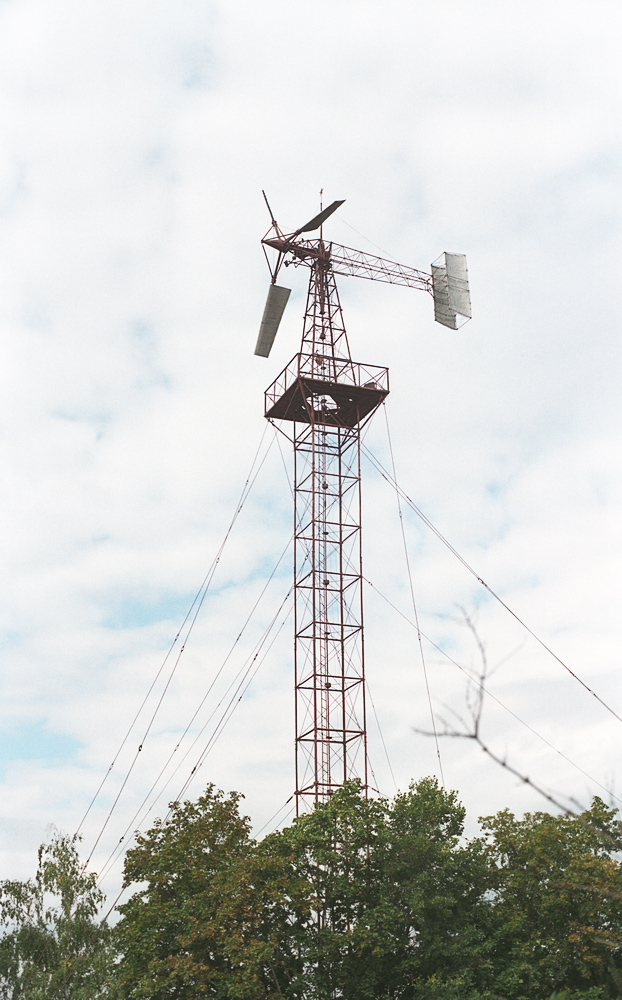
Turbina eólica en Kursk (en servicio 1931-1936)

Inventó un motor radial para el que obtuvo una patente rusa y diseñó sus propios vehículos "Spheroplane 1" (Сфероплан №1) y "Spheroplane 2" (Сфероплан №2). Posteriormente diseñó y construyó equipos agrícolas y turbinas eólicas en colaboración con Vladímir Vetchinkin.
Ufímtsev registró 68 patentes a lo largo de su vida. En particular, creó varios diseños de avión, incluyendo un modelo con forma de disco (un avión con un ala redonda, que ahora se conoce como "platillo volante"). Su motor de avión ADU-4 recibió la medalla de plata en la Exposición Internacional de Aeronáutica (1911).
En 1929, con la ayuda de Vladímir Vetchinkin, construyó en Kursk el primer generador eólico de Rusia (conservado en estado no operativo, está situado en la calle Semenovskaya). Desde 1931 hasta 1936, el generador eólico suministró electricidad a la casa de Ufímtsev, incluyendo un taller con máquinas herramientas, y también sirvió para iluminar algunas casas más en la calle. El generador estaba equipado con un acumulador de energía mecánica (un volante de inercia con un peso de más de 300 kg), para que pudiera funcionar de forma estable bajo una potencia eólica variable. Parte del dinero asignado para la construcción fue facilitado por el gobierno.
Era un hombre con un carácter que recordaba al de Thomas Alva Edison: mientras pensaba en un proyecto global, podía fijarse en cualquier detalle doméstico y luego pensar en cómo mejorarlo. En consecuencia, en la lista de proyectos de Ufímtsev no solo hay planes a gran escala para la "anemomización de Rusia" (para lo que creó toda una rama de la energía eólica), sino también nuevos instrumentos musicales o una pluma eléctrica para realizar múltiples copias.

## Reconocimientos
- En Kursk, una calle lleva el nombre de Ufímtsev (continuación de la calle Kirov entre las calles Lenin y Volodarsky).[10][11]